# Vattenpolo vid olympiska sommarspelen 1984
Vattenpoloturneringen vid Olympiska sommarspelen 1984 avgjordes i Raleigh Runnels Memorial Pool i Malibu.

## Medaljsummering
| Gren                          | Guld | Silver | Brons |
| Herrarnas vattenpoloturnering | Jugoslavien Dragan Andrić Milivoj Bebić Perica Bukić Veselin Đuho Milorad Krivokapić Deni Lušić Igor Milanović Tomislav Paškvalin Zoran Petrović Andrija Popović Zoran Roje Goran Sukno Božo Vuletić Huvudtränare: Ratko Rudić | USA Doug Burke Jody Campbell Peter Campbell Christopher Dorst Gary Figueroa Andrew McDonald Kevin Robertson Terry Schroeder Tim Shaw John Siman Jon Svendsen Joseph Vargas Craig Wilson Huvudtränare: Monte Nitzkowski | Västtyskland Armando Fernández Roland Freund Rainer Hoppe Thomas Huber Thomas Loebb Werner Obschernikat Rainer Osselmann Frank Otto Peter Röhle Jürgen Schröder Hagen Stamm Dirk Theismann Huvudtränare: Nico Firoiu |

## Placeringar
| \| Pl. \| Lag \| \| --- \| ------------- \| \| \| Jugoslavien \| \| \| USA \| \| \| Västtyskland \| \| 4. \| Spanien \| \| 5. \| Australien \| \| 6. \| Nederländerna \| \| 7. \| Italien \| \| 8. \| Grekland \| \| 9. \| Kina \| \| 10. \| Kanada \| \| 11. \| Japan \| \| 12. \| Brasilien \| |               |
| Pl. | Lag           |
| | Jugoslavien   |
| | USA           |
| | Västtyskland  |
| 4. | Spanien       |
| 5. | Australien    |
| 6. | Nederländerna |
| 7. | Italien       |
| 8. | Grekland      |
| 9. | Kina          |
| 10. | Kanada        |
| 11. | Japan         |
| 12. | Brasilien     |

## Statistik

### Skytteliga
Skytteligan innehåller spelare 1-8 med flest antal mål.
|   | Spelare            | Lag          | Matcher | Mål |
| - | ------------------ | ------------ | ------- | --- |
| 1 | Manel Estiarte     | Spanien      | 7       | 34  |
| 2 | Mario Fiorillo     | Italien      | 7       | 19  |
| 3 | Frank Otto         | Västtyskland | 7       | 18  |
| 4 | Charles Turner     | Australien   | 7       | 17  |
| 5 | Milivoj Bebić      | Jugoslavien  | 7       | 16  |
| 5 | Hagen Stamm        | Västtyskland | 7       | 16  |
| 5 | Wang Xiaotian      | Kina         | 7       | 16  |
| 8 | Mario Souto        | Brasilien    | 7       | 15  |
| 8 | Eric Borges        | Brasilien    | 7       | 15  |
| 8 | Chris Wybrow       | Australien   | 7       | 15  |
| 8 | Sotirios Stathakis | Grekland     | 7       | 15  |